# مقاطعة فرانكلين (ميسيسيبي)
مقاطعة فرانكلين هي مقاطعة في مسيسيبي، بلغ عدد سكانها 8٬118  نسمة، في 2010، عاصمتها ميدفيل، تبلغ مساحتها 1٬468 كيلومتر مربع.

## الموقع
تشترك في الحدود مع:
- مقاطعة جيفرسون (ميسيسيبي)
- مقاطعة أميت (ميسيسيبي).

## التقسيمات الإدارية
- ميدفيل.